# Laila Ferrer
Laila Ferrer e Silva (Pacatuba, 30 de julho de 1982) é uma atleta brasileira, especialista na prova de lançamento de dardo.
Participou dos Jogos Pan-Americanos de 2011, ficando em 15º e último lugar no dardo.
Se classificou para os Jogos Olímpicos de Londres 2012 ao obter a marca de 60,21m no GP Brasil/Caixa de Atletismo, disputado em maio, no Rio de Janeiro. O índice olímpico era de 59,75m. 